# BR-090
Pour les articles homonymes, voir Route 90.
La BR-090 est une route projetée du Brésil par le gouvernement fédéral. Elle devra relier Brasilia à l'extrême nord du pays.